# رون نوريس
رون نوريس (مواليد 1932) هو ملاكم هندي، مثّل بلاده في الألعاب الأولمبية الصيفية 1952.

## روابط خارجية
رون نوريس على موقع أوليمبيديا (الإنجليزية)